# Aeroporto internazionale di Hang Nadim
L’aeroporto Internazionale Hang Nadim (IATA: BTH, ICAO: WIDD) è un aeroporto internazionale situato a Batam, Indonesia. Prende il nome da Laksamana Hang Nadim Pahlawan Kechik, un leggendario guerriero della regione. L'aeroporto è il principale mezzo di trasporto da e per Batam, insieme ai traghetti per le isole vicine, inclusa la sovrana città-stato Singapore a nord.
L'aeroporto ha la pista più lunga dell'Indonesia e la seconda pista più lunga del sud-est asiatico . Ciò deriva dal suo sviluppo originale volto a gestire le deviazioni di aeromobili dall'aeroporto Changi di Singapore situato a circa 30 chilometri di distanza per varie casistiche, come emergenze o condizioni meteo avverse.
Lion Air ha sviluppato una base all'aeroporto poiché l'aeroporto internazionale di Soekarno-Hatta è molto più trafficato. L'aeroporto dispone anche di una struttura per la manutenzione degli aeromobili che si sta gradualmente trasformando in un hub per la manutenzione degli aeromobili.